# Wil van Gogh
Wilhelmina Jacoba "Wil" van Gogh (16 de marzo de 1862 – 17 de mayo de 1941) fue una enfermera. Es conocida por haber sido la hermana menor del pintor Vincent van Gogh y el comerciante de arte Theo van Gogh.

## Biografía
Wilhelmina Jacoba van Gogh nació el 16 de marzo de 1862 en Zundert, Países Bajos, hija de Theodorus van Gogh y Anna Cornelia Carbentus. Tuvo tres hermanos, Vincent, Theo, y Cor, y dos hermanas Elisabeth y Anna.
Durante la primera parte de su vida, Wil van Gogh ayudó a su familia a y otras personas, como enfermera. Luego de la muerte de sus hermanos en 1890 y 1891, obtuvo un trabajo modesto en un hospital. Allí se unió a un comité para organizar la "Exposición nacional del trabajo femenino" (Nationale Tentoonstelling van Vrouwenarbeid), en 1898. El evento tuvo un gran éxito y se recaudaron 20.000 florines neerlandeses que su utilizaron para poner en marcha la Oficina nacional de trabajo femenino.
No hay fuentes que documenten las causas, pero el 4 a diciembre de 1902 Wil van Gogh fue internada y más tarde transferida a la House Veldwijk, una institución psiquiátrica en Ermelo. Esta medida se basó en un diagnóstico de demencia precoz, que en aquel tiempo era considerada una enfermedad mortal. Los registros del hospital señalan:
"No se observan cambios significativos en la condición de esta paciente de largo tratamiento. Permanece solitaria y retirada, rara vez habla y generalmente no responde preguntas. Pasa el día entero en el mismo lugar de la sala, sentada en su silla mirando fijamente a su entorno. Ha rechazado la comida por años y tiene que ser alimentada artificialmente..."
Wil van Gogh permaneció en Ermelo por cerca de cuatro décadas, donde murió el 17 de mayo de 1941.
Si se encontraba realmente enferma o no es algo difícil de probar. Renate Berger asegura que Wil van Gogh compartió el destino de muchas "hermanas de hombres famosos" en la época.

## Lecturas
- Anónimo (iniciales "H.H.H." y "W.F.d.C.H."): Van Gogh, 's-Gravenhage, Nederland's Patriciaat 50, 1964, pp. 171–183
- Berger, Renate: Willemina Jacoba van Gogh (1862–1941): "Du bist sehr tapfer, liebe Schwester", en: Schwestern berühmter Männer. Zwölf biographische Porträts, ed. Luise F. Pusch, Insel, Frankfurt am Main, 1985, pp. 453–485 ISBN 3-458-32496-8